# Тијаго Мота
Тијаго Мота (итал. Thiago Motta; Сао Бернардо до Кампо, 28. август 1982) је италијанско-бразилски фудбалски тренер и бивши фудбалер. Мота је фудбалску каријеру почео 1999. године у Барселони Б. Мота је такође играо за Бразил и Бразил до 17. Од 2011. до 2016. је наступао за Италијанску репрезентацију. Играо је на на средини терена и носио број 28 по дану рођења. Мота је такође играо за Атлетико Мадрид, Ђенову, Интер, Пари Сен Жермен, а као омладинац играо је за бразилски Жувентус Сао Паоло.

## Успеси
Барселона
- Првенство Шпаније (2) : 2004/05, 2005/06.
- Суперкуп Шпаније (2) : 2005, 2006.
- Лига шампиона (1) : 2005/06.
- УЕФА суперкуп : финале 2006.
- Светско клупско првенство : финале 2006.

Интер
- Првенство Италије (1) : 2009/10.
- Куп Италије (2) : 2009/10, 2010/11.
- Суперкуп Италије (1) : 2010.
- Лига шампиона (1) : 2009/10.
- Светско првенство за клубове (1) : 2010.
- УЕФА суперкуп : финале 2010.

Пари Сен Жермен
- Првенство Француске (5) : 2012/13, 2013/14, 2014/15, 2015/16, 2017/18.
- Куп Француске (4) : 2014/15, 2015/16, 2016/17, 2017/18.
- Лига куп Француске (5) : 2013/14, 2014/15, 2015/16, 2016/17, 2017/18.
- Суперкуп Француске (5) : 2013, 2014, 2015, 2016, 2017.